# Olle Dopping
Sven Petter Olof (Olle) Dopping, ursprungligen Nilsson, född 15 januari 1923 i S:t Matteus församling, Stockholm, död 6 september 2004 på Lidingö, var en svensk datalog och pionjär inom IT, ämbetsman och författare. 
Han var son till förste bokhållare Evan Nilsson och Hanna, ogift Nyberg, samt bror till sångaren och författaren Lil Yunkers. Dopping tog civilingenjörsexamen på Kungliga Tekniska högskolan 1948. Han fick 1955 anställning på Matematikmaskinnämnden, och övergick senare till att bli byråchef på Statskontoret. Han blev en av de mera betydande inom datoriseringen av Sverige på 1960-talet, och medverkade tidigt i Nordisk tidskrift för informationsbehandling med artiklar som ADB för folkbokföring och skatteuppbörd i Sverige (juni 1961). Han var också en flitig föreläsare, och arbetade även med texttolkning för hörselskadade. Flera av hans verk blev kurslitteratur på universitet och högskolor.
Olle Dopping var från 1951 gift med Kerstin Carlstedt (född 1930) och fick tvillingarna Staffan Dopping och Annika Dopping 1956. Han är begravd på Lidingö kyrkogård.